# Idaea deitanaria
Idaea deitanaria är en fjärilsart som beskrevs av Hans Reisser och Weisart 1977. Idaea deitanaria ingår i släktet Idaea och familjen mätare. Inga underarter finns listade i Catalogue of Life.